# Zéguédéguin-Peulh
Pour les articles homonymes, voir Zéguédéguin.
Zéguédéguin-Peulh est une localité située dans le département de Zéguédéguin de la province du Namentenga dans la région Centre-Nord au Burkina Faso. 

## Géographie
Zéguédéguin-Peulh est l'entité peuplée historiquement par l'ethnie Peulh du village de Zéguédéguin.

## Éducation et santé
Le centre de soins le plus proche de Zéguédéguin-Peulh est le centre de santé et de promotion sociale (CSPS) de Zéguédéguin tandis que le centre médical avec antenne chirurgicale (CMA) de la province se trouve à Boulsa.
L'enseignement primaire et secondaire se pratique à Zéguédéguin au collège privé Eben-Ezer d'enseignement général (CEG) et au lycée privé Teel-Taaba du département, tous deux reconnus par l'État.